# District de Hongseong
Le district de Hongseong est un district de la province du Chungnam, en Corée du Sud. Depuis le 28 décembre 2012, il sert de capitale à cette province en remplacement de la ville de Daejeon. La population est en baisse, passant de 93 558 habitants en 2001 à 88 865 en 2010.
Les symboles du district sont le forsythia, le zelkova et la pie.

## Histoire

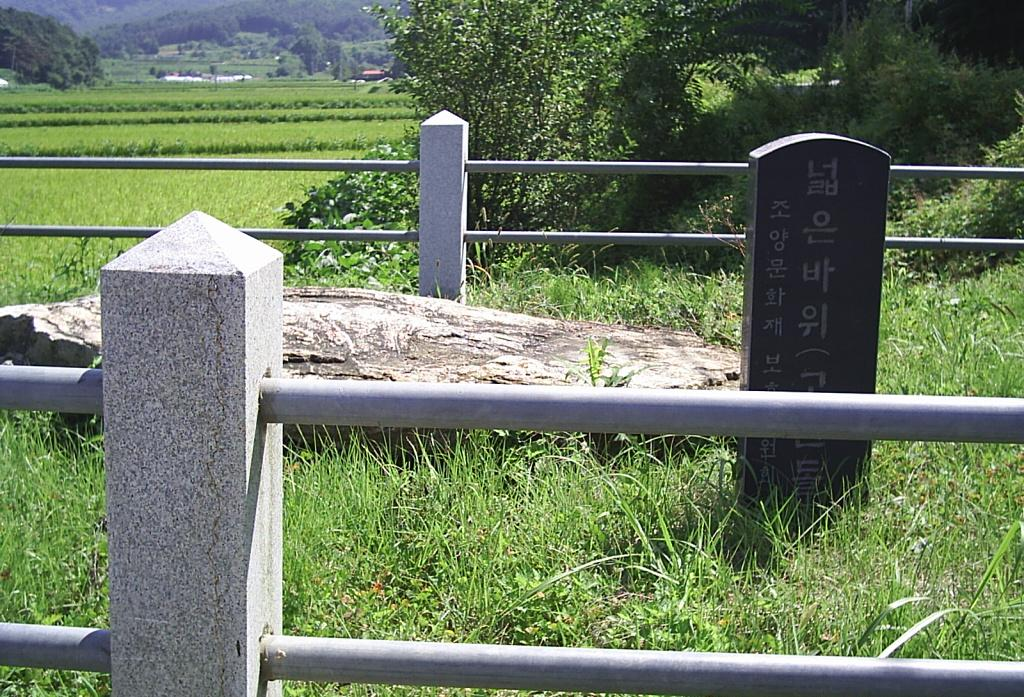
Le dolmen Neolbeun baui

Au début de notre ère, la région faisait partie de l'état de Saro, un des éléments de la confédération de Mahan. En 934, Hongseong est le théâtre d'une des dernières batailles du royaume de Baekje face à Goryeo.
C'est une des premières régions de la péninsule où le catholicisme s'est développé au XVIIIe et au XIXe siècle et a donc été particulièrement touchée par la répression de ce mouvement. Au XXIe siècle, le district compte plus de trois-mille catholiques et deux églises sont en service, l'une à Hongseong depuis les années 1950 et l'autre à Gwangcheon depuis 1968.
Le 7 octobre 1978, un tremblement de terre d'une magnitude 5 s'est produit, un des rares qui se soit produit en Corée.

## Géographie
Le territoire du district est composé de nombreuses petites collines au bord de la mer Jaune. Le sommet principal est le mont Oseo au sud (790 mètres d'altitude) et qui forme la limite avec les territoires de la ville de Boryeong et du district de Cheongyang, mais il y a aussi  le mont Bongsu (484 m), le mont Baekwol (394 m) et le mont Yongbong (374 m). L'île principale est Jukdo (l'ile des Bambous), populaire à cause de ses bosquets de bambous. Namdang est le principal port. La pêche est abondante et fournit des poissons plats mais surtout des crevettes roses, thème d'un festival tenu en septembre, et des coques, la spécialité locale, grillées au charbon ou utilisées pour préparer un shabu-shabu de coques. 
La digue de Gungli a été construite en 1984 pour gagner du terrain agricole sur la mer. Longue de 6 500 mètres, elle s'étend jusqu'à l'ile de Ganwol et a conduit à la formation d'un lac de 124 km2.

### Naepo
Naepo est une ville nouvelle conçue pour favoriser un développement équilibré du pays. Elle a également été choisie comme nouvelle capitale provinciale à la suite de la séparation de l'ancienne capitale Daejeon en 1989. Située à cheval sur les communes de Hongbuk-myeon, district de Hongseong, et de Sapgyeo-eup, district de Yesan, elle se trouve à 95 km de Séoul et à 70 km de Daejeon. Elle est prévue pour accueillir 100 000 personnes en 2020. Après une longue phase de planification, la construction a commencé en 2009 par celle du siège du conseil provincial, achevé en 2012. Ce dernier, situé dans le village de Singyeong, a couté 232,7 milliards de wons (environ 167 millions d'euros) et est recouvert par des toits verts et des panneaux solaires. Une université des Jeux est en construction et ouvrira ses portes en 2015. Elle doit servir de pôle d'attraction pour attirer les concepteurs de jeux et faire de la région un centre de cette industrie.
Naepo doit devenir une ville verte avec 50 % d'espaces verts. Elle doit être aussi un paradis pour les déplacements à vélos qui doivent assurer 30 % des trajets. Pour ce faire, 70 km de pistes cyclables vont être construits. La production d'énergie sera  réalisée à partir de granulés de bois ainsi que par des combustibles dérivés des déchets et par une usine de biogaz. Les déchets seront transportés automatiquement par un système souterrain. De plus, l'environnement sera rendu plus agréable par l'absence de pylônes, poteaux et barrières.

### Divisions administratives
Le district de Hongseong est issu de la fusion des districts de Hongju (appelé aussi autrefois Unju et Dodanryeonsa (995) et de Gyeolseong (appelé Gyeolgihyeong au temps de Baekje puis Younghyun) en 1914. Son nom est issu de l'amalgame de ses deux dénominations.
Le district est composé de deux eups (petite ville) et de neuf myeons (commune). Gwangcheon a obtenu le statut de eup en 1942 tandis que Hongju-myeon est devenue Hongseong-eup en 1941. 

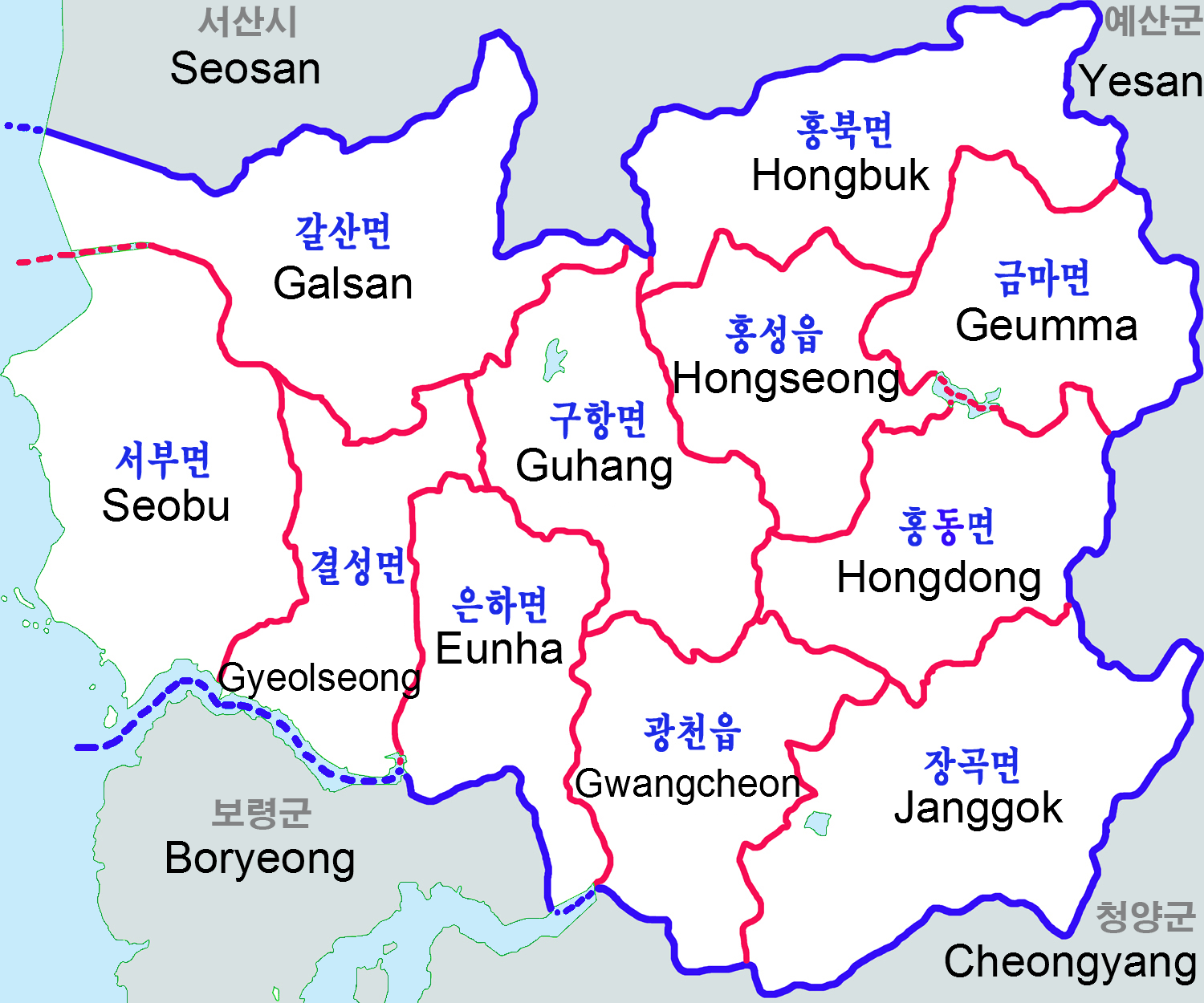
Divisions administratives du district de Hongseong

| Commune                   | Population | Superficie km² | Densité hab/km² |
| ------------------------- | ---------- | -------------- | --------------- |
| Hongseong-eup (홍성읍)    | 43 680     | 30,49          | 1 433           |
| Gwangcheon-eup (광천읍)   | 10 916     | 35,04          | 312             |
| Hongbuk-myeon (홍북면)    | 4 518      | 44,67          | 101             |
| Guhang-myeon (구항면)     | 4 407      | 36,80          | 120             |
| Galsan-myeon (갈산면)     | 4 192      | 54,35          | 77              |
| Geumma-myeon (금마면)     | 3 862      | 34,17          | 113             |
| Seobu-myeon (서부면)      | 3 816      | 55,49          | 69              |
| Hongdong-myeon (홍동면)   | 3 807      | 37,98          | 100             |
| Janggok-myeon (장곡면)    | 3 507      | 54,91          | 64              |
| Eunha-myeon (은하면)      | 2 860      | 30,89          | 93              |
| Gyeolseong-myeon (결성면) | 2 538      | 29,15          | 87              |
| Hongseong-gun (홍성군)    | 88 103     | 443,96         | 198             |

## Patrimoine et tourisme

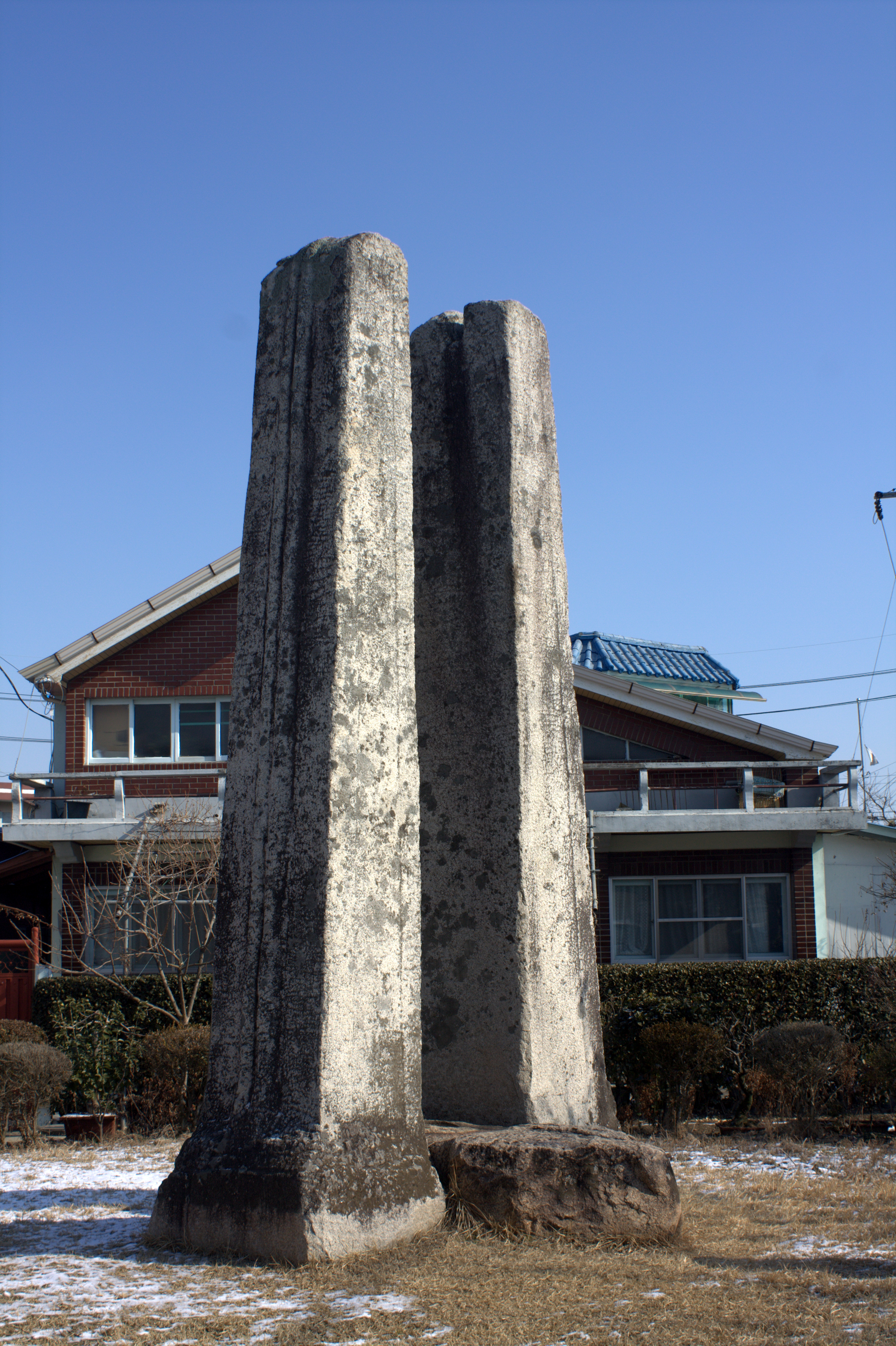
Le Dangganjiju d'Ogwan-ri

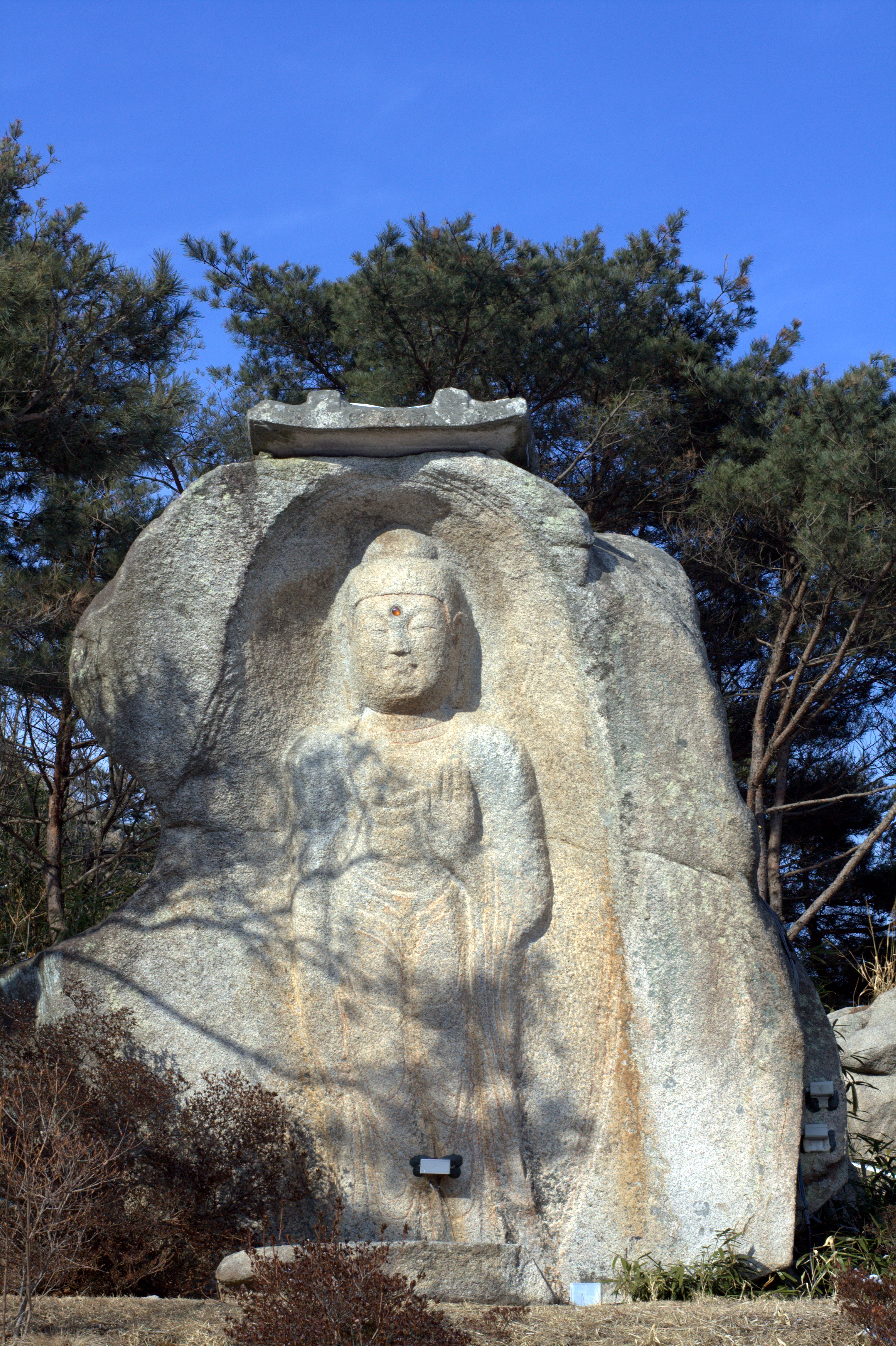
Le Bouddha de Singyeong-ri

La côte et ses fruits de mer sont un point d'attraction pour les touristes qui apprécient aussi les paysages des monts Yonbong et Oseo et les maisons natales de Manhae, de Kim Jwa-jin et de Lee Ungno. La culture locale est présentée au musée d'ethnographie de Hongseong, au musée d'histoire de Hongju et au musée de Gyeolsong, qui a ouvert ses portes en 2004. Le château de Hongju et ses portes monumentales existent encore.
Quatre monuments ont été classés au niveau national. Il s'agit des stèles Dangganjiju dans le village d'Okwan et d'un bouddha gravé dans la pierre dans le village de Singyeong ainsi que des temples bouddhistes Gosansa et Yongbongsa. 

## Personnes originaires de Hongseong
- Choi Young (1316-1388), général et premier ministre[11]
- Seong Sammun (en) (1418-1456), un lettré de la dynastie Joseon[12].
- Han Seongjun (ko) (1875-1941), danseur traditionnel[13]
- Manhae (Han Yongun, 1879-1944), écrivain bouddhiste qui a donné son nom au prix Manhae.
- Kim Jwa-jin (1889-1930), un partisan de l'indépendance de la Corée[14].
- Lee Ungno (1904-1989), un peintre unissant les techniques orientales et occidentales mort en France[15].
- Suh Sang-chul (en) (1935-1983), ministre des Ressources énergétiques mort lors de l'attentat de Rangoun.
- Jang Sa-ik (en) (1949-), un chanteur associant les musiques populaires et traditionnelles.